# Panstrongylus guentheri
Panstrogylus guentheri es un insecto heteróptero de la familia Reduviidae. Es hematófago y vector de Trypanosoma cruzi, agente patógeno de la enfermedad de Chagas.

## Características
Posee color anaranjado o marrón rojizo, con manchas de color marrón oscuro en el tórax, corion y tejido conectivo. Es una especie considerada silvestre, ya que suele estar asociada a cuevas de mamíferos (por ejemplo, roedores y mulitas), así como a a nidos de aves, o huecos de árboles. También se la puede considerar como una especie especie intrusiva domiciliaria y peridomiciliaria, ya que es atraída por las luces de las viviendas y sus alrededores, aunque no hay evidencias de que colonice los espacios domiciliarios.
El espécimen tipo se encuentra depositado en el Museo de La Plata, provincia de Buenos Aires (Argentina).

## Distribución
Esta especie tuvo históricamente una amplia distribución en Argentina, abarcando las regiones del noroeste, noreste y el centro del país, aproximadamente desde la provincia de Río Negro hacia el norte. Sin embargo, en las últimas décadas los registros se limitan a algunas pocas provincias. También se la encuentra en los países vecinos, como Brasil, Bolivia, Paraguay y Uruguay. En términos generales, se puede decir que habitan entre las latitudes 42ºS y 25ºS y hasta una altura de unos 510 msnm.
Algunos estudios sugieren que Panstrongylus guentheri se distribuye esencialmente en zonas secas, es decir, con escasas precipitaciones, baja humedad y alta evapotranspiración; condiciones similares a las que prefiere P. geniculatus.